# Otakar Vychodil
Otakar Vychodil (* 31. července 1951) je český podnikatel, systémový analytik a bývalý politik, v 90. letech 20. století poslanec České národní rady a Poslanecké sněmovny za ODS.

## Biografie
Vystudoval matematiku se zaměřením na numerickou matematiku na Přírodovědecké fakultě Univerzity Palackého, absolvoval v roce 1974.
Označoval se za zakladatele ODS, která vznikla rozpadem Občanského fóra v roce 1991. Ve volbách v roce 1992 byl zvolen do České národní rady za ODS (volební obvod Severomoravský kraj). Po zániku Československa a vzniku samostatné České republiky v lednu 1993 byla ČNR transformována na Poslaneckou sněmovnu Parlamentu České republiky. Zde setrval do voleb v roce 1996. Zasedal v zahraničním výboru a vykonával i funkci místopředsedy sněmovního Výboru pro vědu, vzdělání, kulturu, mládež a tělovýchovu.
V roce 1996 ho měl při výslechu na FBI americký podnikatel Bruno Amicci obvinit, že převzal úplatek téměř milion korun za prosazování jeho firmy při vyřizování zbrojní zakázky. V České republice skandál vypukl po zveřejnění informace o rok později. V aféře měl být zapojen i jeho bratr Luděk Vychodil, který v té době působil jako ředitel kanceláře předsedy vlády.
V roce 2000 se stal předsedou oblastního sdružení ODS v Olomouci. V ODS i v českých médiích se nedlouho poté prezentoval jako obránce konzervativních hodnot v ODS, v tomto smyslu vystoupil i na kongresu ODS v roce 2001. V této době vnitřních sporů v ODS kvůli existenci tzv. Opoziční smlouvy odstoupil na protest proti názorům vedení strany z funkce šéfa oblastní organizace ODS v Olomouci.
Od roku 2003 spolupracoval jako strategický poradce s úřadem hlavního hygienika Michaela Víta. Organizace Transparency International na začátku roku 2011 kvůli tomu podala trestní oznámení, protože spolupráce byla podle něj navázána na základě sporně vedeného poptávkového řízení. Podezřelým faktem bylo i to, že Vychodil vykonával pro hygienika stejnou analytickou činnost jako speciální obor úřadu, který přitom vedla Vychodilova manželka Kateřina Říhová. Zároveň byl zaměstnancem Krajské hygienické stanice v Olomouci, odkud ale po zveřejnění podezření v roce 2011 odešel. V prosinci 2012 policie kvůli této zakázce navrhla obžalobu Michaela Víta.